# Филиберт Смелинкс
Филиберт Смелинкс (Сен Жил, 17. јануар 1911. - 8. април 1977) био је белгијски фудбалер.

## Биографија
Централни бек Унион Сент-Гилојса, у легендарном Унион 60 који је био непоражен у лиги 60 мечева, између 9. јануара 1933. и 10. фебруара 1935. У то време били су три пута шампиони Белгије, од 1933. до 1935. године.
Истовремено је играо за Белгију од 1933. до 1938. и одиграо је 19 мечева за нациолни тим, укључујући један меч на Светском првенству у Италији.